# Jörg Kürschner
Jörg Kürschner (* 11. Dezember 1951 in Hannover) ist ein deutscher Journalist. Er ist Vorsitzender des Fördervereins der Gedenkstätte Berlin-Hohenschönhausen, die seit 2018 nicht mehr mit dem Förderverein zusammenarbeitet.

## Leben
Kürschner studierte Rechtswissenschaften in Bonn und war nach dem Examen als Assistent eines Bundestagsabgeordneten tätig. 1976 wurde er mit einer parlamentsrechtlichen Dissertation bei Friedrich Eberhard Schnapp über Die Statusrechte des fraktionslosen Abgeordneten (veröffentlicht 1984) promoviert. Ende 1979 wurde er während eines Privatbesuchs in der DDR verhaftet und für sechs Monate in der zentralen Untersuchungshaftanstalt des Ministeriums für Staatssicherheit (MfS) in Berlin-Hohenschönhausen inhaftiert. Im Juli 1980 wurde er wegen staatsfeindlicher Hetze zu fünf Jahren und acht Monaten Gefängnis verurteilt. Nach eigener Darstellung bezogen die Vorwürfe sich darauf, dass er mehrfach Literatur in die DDR eingeführt und dort weitergegeben hatte. Ende 1981 wurde er im Rahmen eines Häftlingsfreikaufs aus der DDR ausgewiesen.
In der Folgezeit war Kürschner als Journalist tätig, seit 1999 in Berlin. Er schreibt unter anderem für die Junge Freiheit.

## Tätigkeit für die Gedenkstätte Berlin-Hohenschönhausen
Seit 2002 führte Kürschner als ehemaliger Häftling Besucher durch die 1994 eingerichtete Gedenkstätte Berlin-Hohenschönhausen. Seit November 2003 ist er Vorsitzender des Fördervereins dieser Gedenkstätte und erhielt dafür 2017 das Bundesverdienstkreuz am Bande.
Einer breiteren Öffentlichkeit wurde er durch seine Stellungnahmen in der Kontroverse um den Namen des am 29. Juni 2007 durch den Förderverein ausgeschriebenen Walter-Linse-Preises bekannt, nachdem der Berliner Landesbeauftragte für die Unterlagen des Staatssicherheitsdienstes der ehemaligen DDR, Martin Gutzeit, auf die NS-Vergangenheit Walter Linses hingewiesen und Kürschner öffentlich aufgefordert hatte, die Auslobung des Preises bis zur Klärung der NS-Belastung Linses auszusetzen. Kürschner beschuldigte Gutzeit seinerseits des „medialen Totschlags“ an Linse und kritisierte auch das im Auftrag von Gutzeit erstellte Gutachten des Juristen und Historikers Klaus Bästlein als „selektiv“, in den Vorwürfen „vielfach nicht belegt“ und teilweise gekennzeichnet durch „Unterstellungen und persönliche Wertungen, die einer objektiven Bewertung nicht standhalten“. Nachdem auch der wissenschaftliche Beirat der Gedenkstätte Berlin-Hohenschönhausen den Förderverein aufgefordert hatte, aufgrund des bestehenden Klärungsbedarfs in Hinsicht auf die NS-Belastung Linses auf diesen Namen zu verzichten, zog der Förderverein am 6. Dezember 2007 diesen Namen zurück und gab bekannt, dass der Preis stattdessen „Hohenschönhausen-Preis zur Aufarbeitung der kommunistischen Diktatur“ heißen solle.
In der neurechten Jungen Freiheit äußerte sich Kürschner positiv in Bezug auf eine Buchveröffentlichung Thilo Sarrazins und schrieb, die „Belehrungsdemokratie“ sei „längst an ihre Grenzen gestoßen, der verschweigende Erziehungsjournalismus in die Defensive geraten“.
In seiner Funktion als Vorsitzender des Fördervereins der Gedenkstätte Berlin befürwortete Kürschner die Aufnahme von AfD-Landeschef Georg Pazderski in den Förderverein. 2018 trennte sich die Gedenkstätte von Kürschner und dessen Förderverein und begründete dies mit der fehlenden parteipolitischen Neutralität Kürschners. Hierauf strebte Kürschner ein Ausschlussverfahren gegen den ehemaligen SPD-Politiker Stephan Hilsberg, Schriftführer des Vereins, an, da dieser den Kontakt zu Öffentlichkeit und Presse gesucht und diese über die politischen Streitpunkte informiert hatte. Hilsberg hatte Kürschner vorgeworfen, den Verein „zu einem Aufmarschplatz für die AfD“ zu machen. Der Vereinsvorstand entschied sich zu einer Rüge gegen Hilsberg.
Kürschner ist Mitglied des Corps Guestphalia Bonn und des Corps Guestfalia Greifswald.

## Auszeichnungen
- Auszeichnung mit dem Bundesverdienstkreuz am Bande durch den Bundespräsidenten am 4. Dezember 2017